# Eremias argus
Eremias argus es una especie de lagarto del género Eremias, familia Lacertidae, orden Squamata. Fue descrita científicamente por W. Peters en 1869.

## Hábitat
La especie se ha encontrado en una amplia gama de altitudes que van desde los 50 hasta 3400 metros (160 a 11 150 pies).

## Distribución
Se distribuye por Mongolia, China y Corea.